# جنيفر مكدونالد
جنيفر مكدونالد (بالإنجليزية: Jennifer McDonald)‏ هي لاعب هوكي الحقل نيوزيلندية، ولدت في 18 يوليو 1949.

## وصلات خارجية
- جنيفر مكدونالد على موقع أوليمبيديا (الإنجليزية)
- جنيفر مكدونالد على موقع اللجنة الأولمبية النيوزيلندية (الإنجليزية)
- جنيفر مكدونالد على موقع قاعة نيوزيلندا للمشاهير الرياضية (الإنجليزية)